# Iragalu, Sakleshpur
Iragalu là một làng thuộc tehsil Sakleshpur, huyện Hassan, bang Karnataka, Ấn Độ.